# Ornithosuchus
Ornithosuchus és un gènere extint de crurotarsis prehistòrics que visqueren al Triàsic superior. Inicialment es cregué que era avantpassat dels carnosaures. Se n'han trobat restes fòssils a Escòcia.